# Julio Rodrigues de Moura
Julio Rodrigues de Moura (Rio de Janeiro, 24 de abril de 1839 – Petrópolis, 12 de julho de 1892) foi um médico brasileiro.
Doutorado em medicina pela Faculdade de Medicina do Rio de Janeiro em 1861, defendendo a tese “Fistulas vesico-vaginais”. Foi eleito membro da Academia Nacional de Medicina em 1884, com o número acadêmico 132, na presidência de Agostinho José de Sousa Lima.